# Leptodeuterocopus exquisitus
Leptodeuterocopus exquisitus là một loài bướm đêm thuộc họ Pterophoridae. Nó được tìm thấy ở Brasil.
Sải cánh dài khoảng 11 mm. Con trưởng thành bay vào tháng 11.